# Grand Prix de Plouay 2005
La 69e édition du Grand Prix de Plouay a eu lieu le 28 août 2005. La victoire n'est pas attribuée, à la suite du déclassement de l'Américain George Hincapie, qui l'avait emporté sur le fil devant le Biélorusse Alexandre Usov, lors d'une arrivée groupée.

## Classement final
|     | Cycliste          | Pays        | Équipe                | Temps           |
| --- | ----------------- | ----------- | --------------------- | --------------- |
| DSQ | George Hincapie   | États-Unis  | Discovery Channel     | 4 h 59 min 42 s |
| 2   | Alexandre Usov    | Biélorussie | AG2R Prévoyance       | m.t.            |
| 3   | Davide Rebellin   | Italie      | Gerolsteiner          | m.t.            |
| 4   | Daniele Bennati   | Italie      | Lampre-Caffita        | m.t.            |
| 5   | Peter Wrolich     | Autriche    | Gerolsteiner          | m.t.            |
| 6   | Markus Zberg      | Suisse      | Gerolsteiner          | m.t.            |
| 7   | Cristian Moreni   | Italie      | Quick Step-Innergetic | m.t.            |
| 8   | Luca Paolini      | Italie      | Quick Step-Innergetic | m.t.            |
| 9   | Kurt Asle Arvesen | Norvège     | Team CSC              | m.t.            |
| 10  | Jan Ullrich       | Allemagne   | T-Mobile              | m.t.            |